# وگا دو لیبنا
وگا دو لیبنا (به اسپانیایی: Vega de Liébana) یک شهرستان در اسپانیا است که در استان کانتابریا واقع شده‌است.

## خصوصیات
وگا دو لیبنا ۱۳۳٫۲۱ کیلومترمربع مساحت دارد ۴۶۷ متر بالاتر از سطح دریا واقع شده‌است.